# Hipoalfalipoproteinemija
Hipoalfalipoproteinemija je naziv za stanja u kojim je smanjena koncentracija alfa-lipoproteina, tj. lipoproteina velike gustoće (HDL) u krvi čovjeka.
Smanjenje HDL u krvi mogu uzrokovati različiti vanjski uzroci (npr. pušenje), ali i genetičke mutacije koje smanjuju koncentraciju apolipoproteina:
- Obiteljski nedostatak ili poremećaj građe apolipoproteina A1 - povezana sa smanjenim stvaranjem ili povećanom razgradnjom APOA1
- Obiteljski nedostatak enzima lecitin-kolesterol-aciltransferaze (LCAT deficijencija) - nedostatak enzima LCAT
- Tangierska bolest

|  | Molimo pročitajte upozorenje o korištenju medicinskih informacija. Ne provodite liječenje bez savjetovanja s liječnikom! |